# Chiesa di San Michele Arcangelo (Cameri)
La chiesa di San Michele Arcangelo è la parrocchiale di Cameri, in provincia e diocesi di Novara; fa parte dell'unità pastorale di Galliate.

## Storia
La prima citazione di una cappella a Cameri, di origine medievale, risale al 1100 circa.
Questo edificio venne demolito sul finire del XVI secolo per far posto alla nuova parrocchiale, costruita tra il 1583 e il 1591; nel 1618 risultava che il campanile ospitava tre campane ad uso religione e una quarta ad uso civile per richiamare i cameresi durante le adunate.
La chiesa fu rimaneggiata nel XVIII secolo, per poi venir interessata da un intervento di rifacimento tra il 1845 e il 1852, anno in cui fu impartita la consacrazione.
Intanto, dopo la demolizione della precedente torre pericolante, nel 1827 fu portato a compimento il nuovo campanile.

## Descrizione

### Esterno
La facciata a salienti della chiesa, rivolta a meridione, è suddivisa da una cornice marcapiano in due ordini, entrambi scanditi da lesene e semicolonne; quello inferiore presenta al centro il portale maggiore, sormontato da un timpano semicircolare, e ai lati quelli secondari, mentre quello superiore è caratterizzato da una finestra e da due nicchie, ospitanti altrettante statue, e coronato dal frontone triangolare, al centro del quale si apre una terza nicchia, in cui è collocato un simulacro.
A pochi metri dalla parrocchiale si erge il campanile a base quadrata, suddiviso da cornici in più ordini; la cella presenta una monofora per lato, ed è coronata dalla cupola poggiante sul tamburo semicircolare. 

### Interno
L'interno dell'edificio è suddiviso in tre navate, separate da pilastri, abbelliti da semicolonne e sorreggenti archi a tutto sesto; al termine dell'aula si sviluppa il presbiterio, chiuso dall'abside.
Qui sono conservate diverse opere di pregio, tra le quali l'altare maggiore, risalente al 1866, l'organo, costruito dalla ditta Bernasconi e inaugurato il 2 aprile 1902, e la statua lignea raffigurante la Beata Vergine Maria, intagliata da Francesco Sella.